# Mischbereifung
Mit Mischbereifung bezeichnet der Gesetzgeber bei Kraftfahrzeugen die Kombination von unterschiedlichen Reifentypen. Radial- und Diagonalreifen sind ebenso Reifentypen wie Sommer- und Winterreifen. Mischbereifung auf einer Achse ist stets unzulässig. Bei PKW dürfen am ganzen Fahrzeug entweder nur Diagonal- oder nur Radialreifen gefahren werden (§ 36 (6) StVZO).
```
„Eine Mischbereifung ist die zeitgleiche Verwendung von unterschiedlichen Reifentypen für dasselbe Kraftfahrzeug. Nach § 36 StVZO ist die Kombination von Radial- und Diagonalreifen unzulässig sowie die Mischbereifung auf einer Achse. Zulässig, jedoch fragwürdig, sind unterschiedliche Reifengrößen, Profiltiefen, Hersteller und die Kombination aus Sommer- und Winterreifen, die ebenfalls als 
Mischbereifung
 gelten.“
[
1
]
```

Die Bereifung eines PKW mit Radialreifen von vier verschiedenen Herstellern oder mit Sommer- und Winterreifen ist daher nach §36 StVZO zulässig, wenn die vorgeschriebenen Reifengrößen beachtet sind. Die in Fachkreisen bisweilen geäußerte gegenteilige Behauptung, es handele sich um eine "unzulässige Mischbereifung", trifft nicht zu. Wegen möglicher Veränderung des Fahrverhaltens wird diese Art einer Mischbereifung nicht empfohlen.
Auch wenn ein PKW mit unterschiedlichen Reifengrößen selben Typs an Vorder- und Hinterachse bereift ist, spricht man üblicherweise von Mischbereifung. Diese Kombination wird bei manchen Fahrzeugen serienmäßig montiert. Bei anderen ist sie nur zulässig, wenn eine Allgemeine Betriebserlaubnis (ABE) oder ein Teilegutachten für die genutzten Zubehörräder vorliegt. In jedem Fall erlischt bei Missachtung der nach Vorder- und Hinterachse spezifizierten Vorgaben die Betriebserlaubnis.